# Жибек Жолы (станция метро)
«Жибек Жолы» (каз. Жібек Жолы / Jıbek Joly) — 2-я станция Алма-Атинского метрополитена. Расположена на линии A между станциями «Райымбек батыра» и «Алмалы».
Станция располагается под улицей Панфилова между улицами Жибек Жолы и Гоголя в Алмалинском районе.

## История и происхождение названия
Открытие станции произошло 1 декабря 2011 года в составе первого пускового участка Алма-Атинского метрополитена «Райымбек батыра» — «Алатау».
Название станции связано с Великим шёлковым путём (каз. Жібек Жолы), который проходил через Южный Казахстан. В проекте имела название «Достык» (в переводе с казахского — «Дружба»).

## Вестибюли и пересадки
Входы-выходы в подземный вестибюль расположены на юго-восточном пересечении улиц Гоголя и Панфилова. Вестибюль расположен в здании Инженерного корпуса Алма-Атинского метрополитена.

## Техническая характеристика
Пилонная трехсводчатая станция глубокого заложения (глубина 35 м) с междупутьем 25 м. Состоит из трёх залов — центрального и двух боковых, которые образуют общую островную платформу шириной 19,8 м, длиной 104 м. Спуск-подъём на станцию по эскалаторам (4 ленты) высотой подъёма 28,5 м, длиной 57,0 м.

## Архитектура и оформление
Архитектурно-художественное решение интерьера основано на традиционных приемах декоративно-прикладного искусства казахского народа. Стены облицованы мраморной мозаикой бежевого цвета, украшены декоративными элементами, изготовленными из искусственного камня. Арки проходов и плинтус — мрамор коричневого цвета. Пол выложен гранитными плитками с изображенным на них национальным орнаментом.
На торцевой стене центрального зала платформы исполнено декоративное панно в виде двух окружностей, изображающее известнейшие символы стран, через которые проходил Великий Шелковый Путь: индийский Тадж-Махал, Великая Китайская стена, Мавзолей Ходжи Ахмеда Ясави, Египетские пирамиды, Римский Колизей, Афинский Парфенон, древний город Петра в Иордании. Что примечательно, в том же ряду изображена Пирамида Кукулькана, находящаяся в Мексике, на территории, лежащей по другую сторону Земного шара от Шелкового пути. Основным технологическим материалом исполнения является керамика в виде глазурированной рельефной основы, покрытой ручной росписью в сочетании со скульптурными барельефами.

## Ближайшие объекты
- ЦУМ (ТД «Зангар»)
- гостиницы «Отрар», «Жетысу»
- Аптека № 2
- супермаркет «Юбилейный»
- магазины «Москва», «Академкнига», «Silk Way»
- кинотеатр «Цезарь»
- оздоровительный комплекс «Арасан»
- Пешеходная зона (улица Жибек Жолы между проспектом Абылай-Хана и улицей Кунаева: «Алматинский Арбат»)
- Вознесенский собор
- Парк имени 28 гвардейцев-панфиловцев.
- Алматытелеком

## Строительство станции
Ниже представлены наиболее значимые события:
- 1990 год — начало строительства наклонного хода.
- Январь 1993 года — сбойка левого перегонного тоннеля со стороны станции Райымбек батыр.
- Февраль 1993 года — сбойка правого перегонного тоннеля со стороны станции Райымбек батыра.
- Август 2004 года — сбойка левого перегонного тоннеля со стороны станции Алатау.
- Октябрь 2004 года — сбойка правого перегонного тоннеля со стороны станции Алатау.
- Апрель 2005 года — началось строительство левого станционного тоннеля.
- 2007 год — началось строительство правого станционного тоннеля.
- Январь 2008 года — готовность станции — 90 %: наклонный ход, который выходит на здание инженерного комплекса готов, корпус здания готов на 95 процентов, остались внутренние перекрытия, отделка, остекление и коммуникации.
- Апрель 2008 года — пройден главный тоннель станции, идут подготовительные работы.
- Май 2008 года — началось строительство венткиосков.
- Октябрь 2008 года — началась отделка инженерного комплекса.
- 12 декабря 2008 года — произошла стыковка ещё одного станционного тоннеля с подходным коридором станции «Жибек жолы»[2].
- Апрель 2010 года — прокладка инженерных сетей осуществлена на 50 процентов.
- 22 октября 2011 года — станция на один день открылась для свободного доступа посетителей. В тот же день на станции была проведена фотовыставка «Мой Алматы: прошлое, настоящее, будущее»[3].

### Галерея строительства

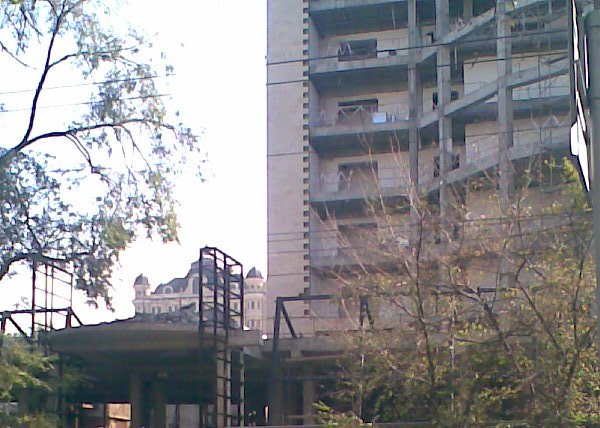
Здание инженерного корпуса, вход на станцию (вид со стороны ул. Гоголя)
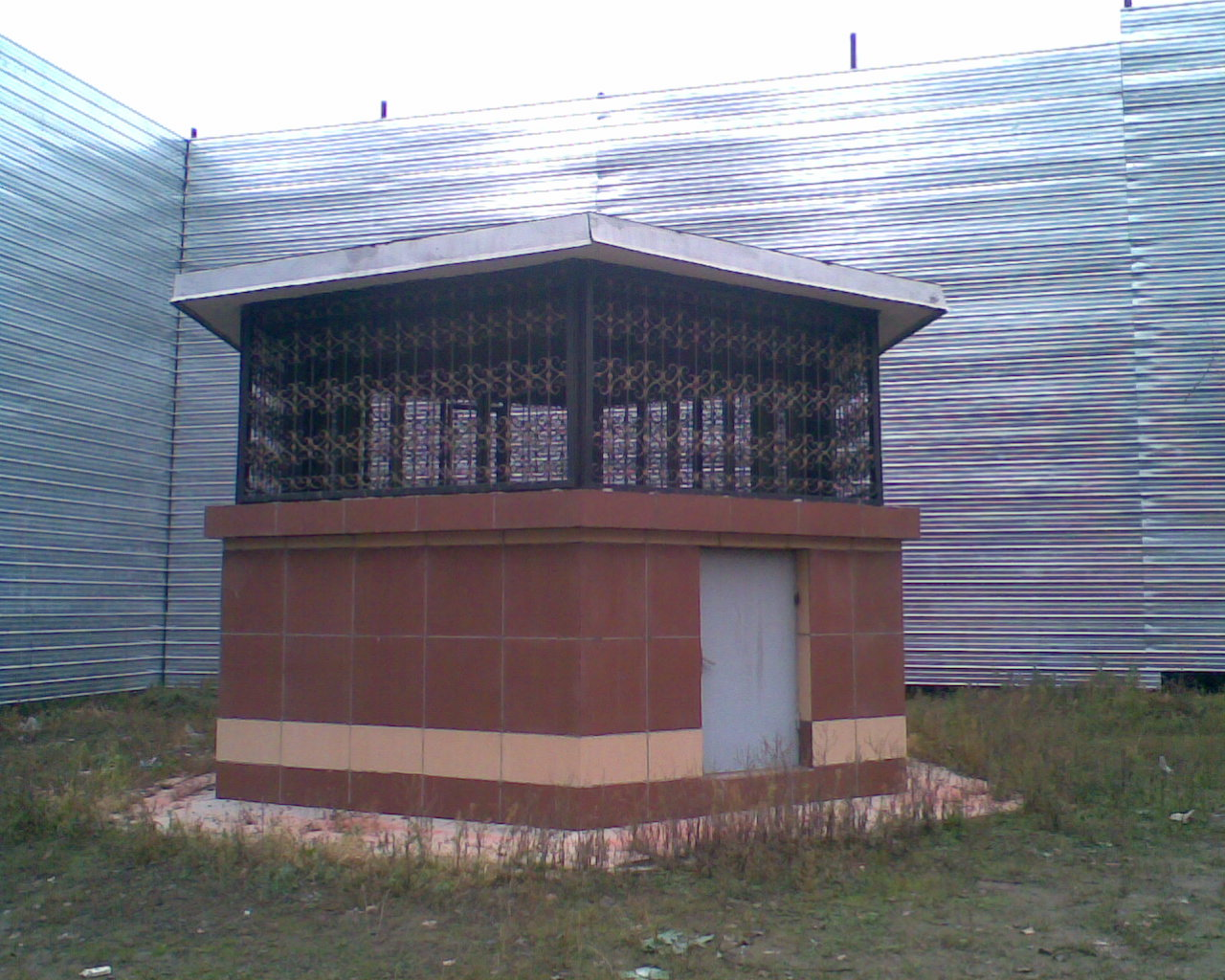
Вентоствол на пересечении проспекта Назарбаева и улицы Маметова между станциями «Жибек Жолы» и «Райымбек-батыра»
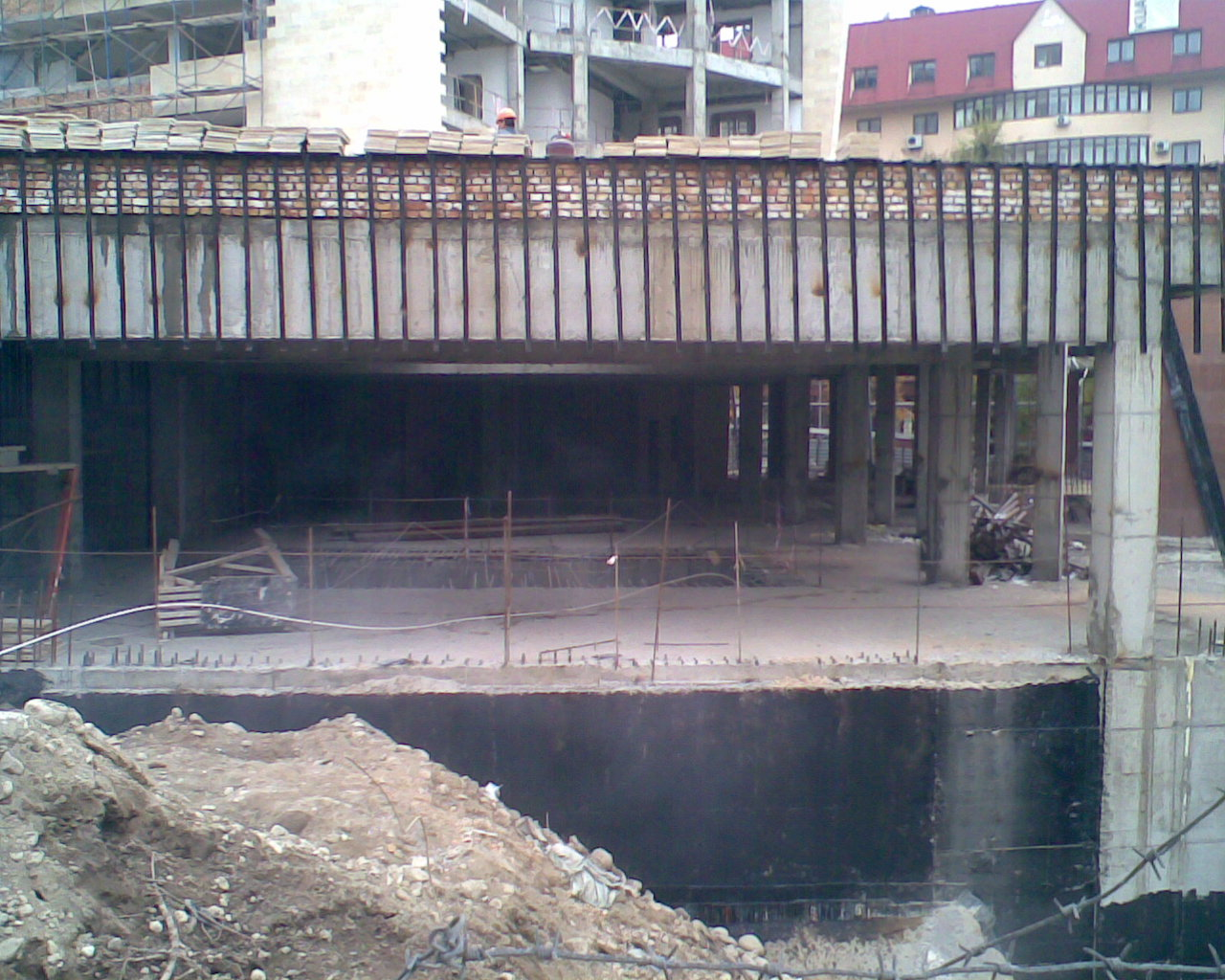
Строящийся вестибюль (вид сзади ул. Гоголя) над станцией «Жибек Жолы» (ноябрь 2008 года)
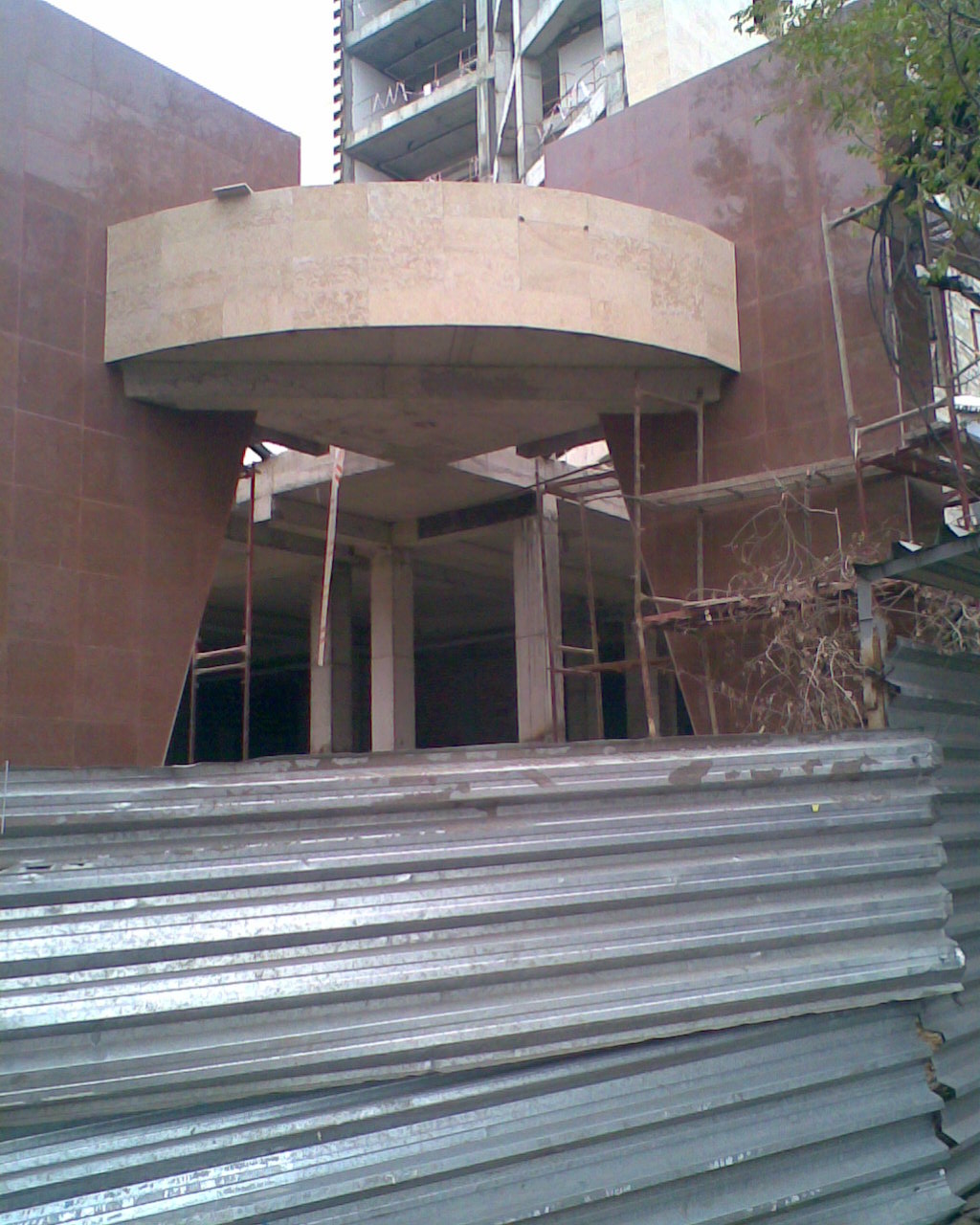
Вход на станцию «Жибек Жолы» (вид со стороны ул. Гоголя, ноябрь 2008 года)
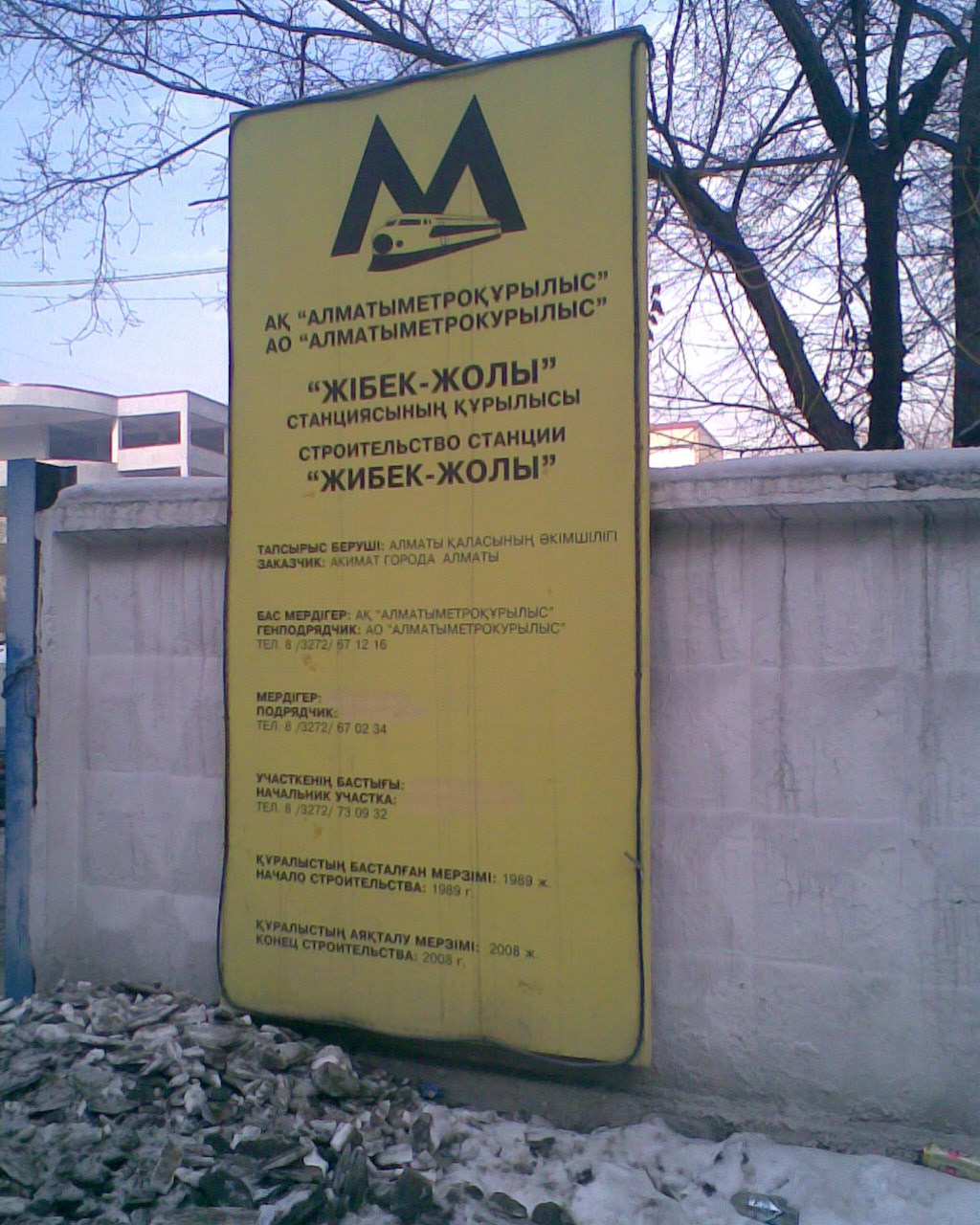
Табличка строительства
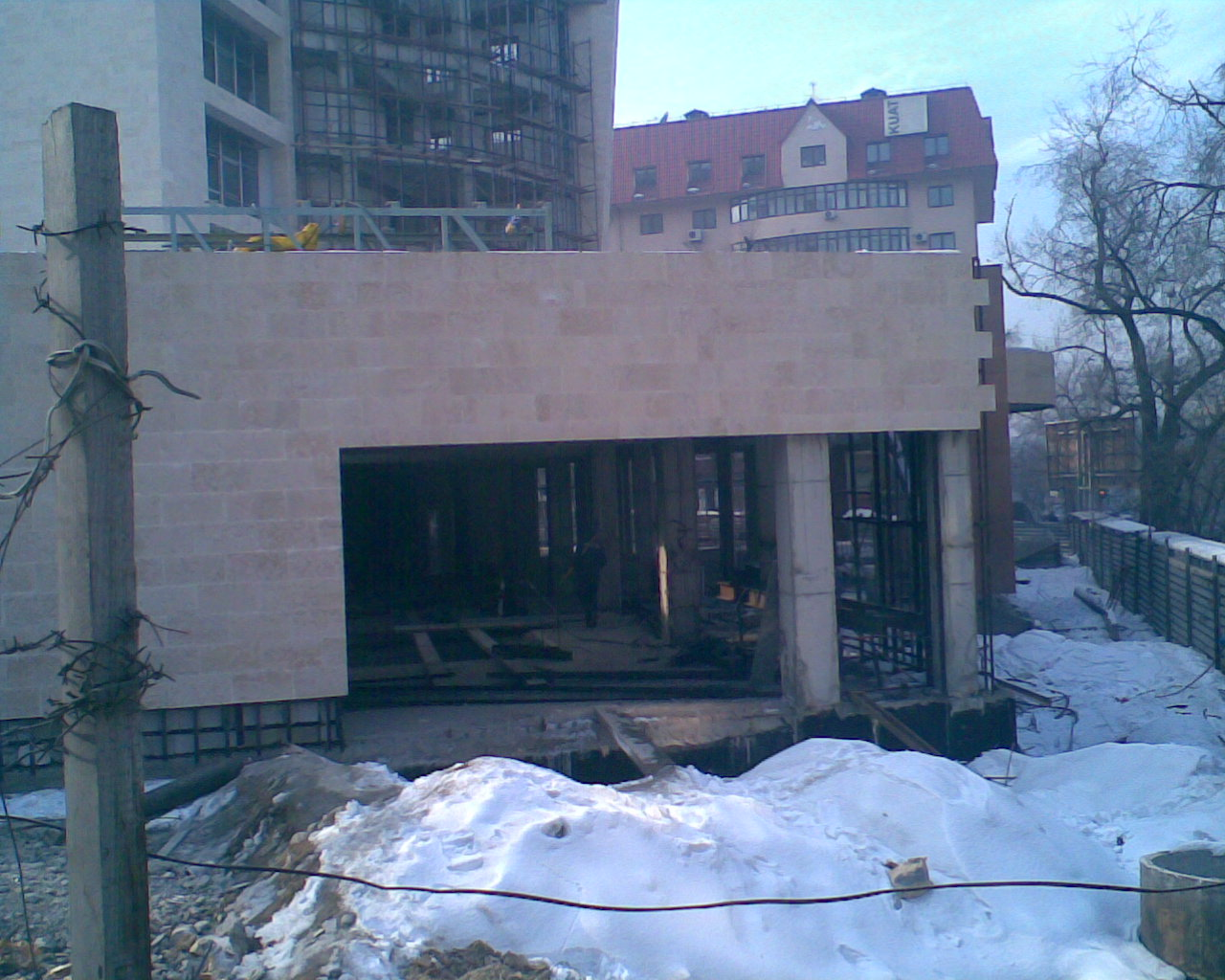
Южный вестибюль
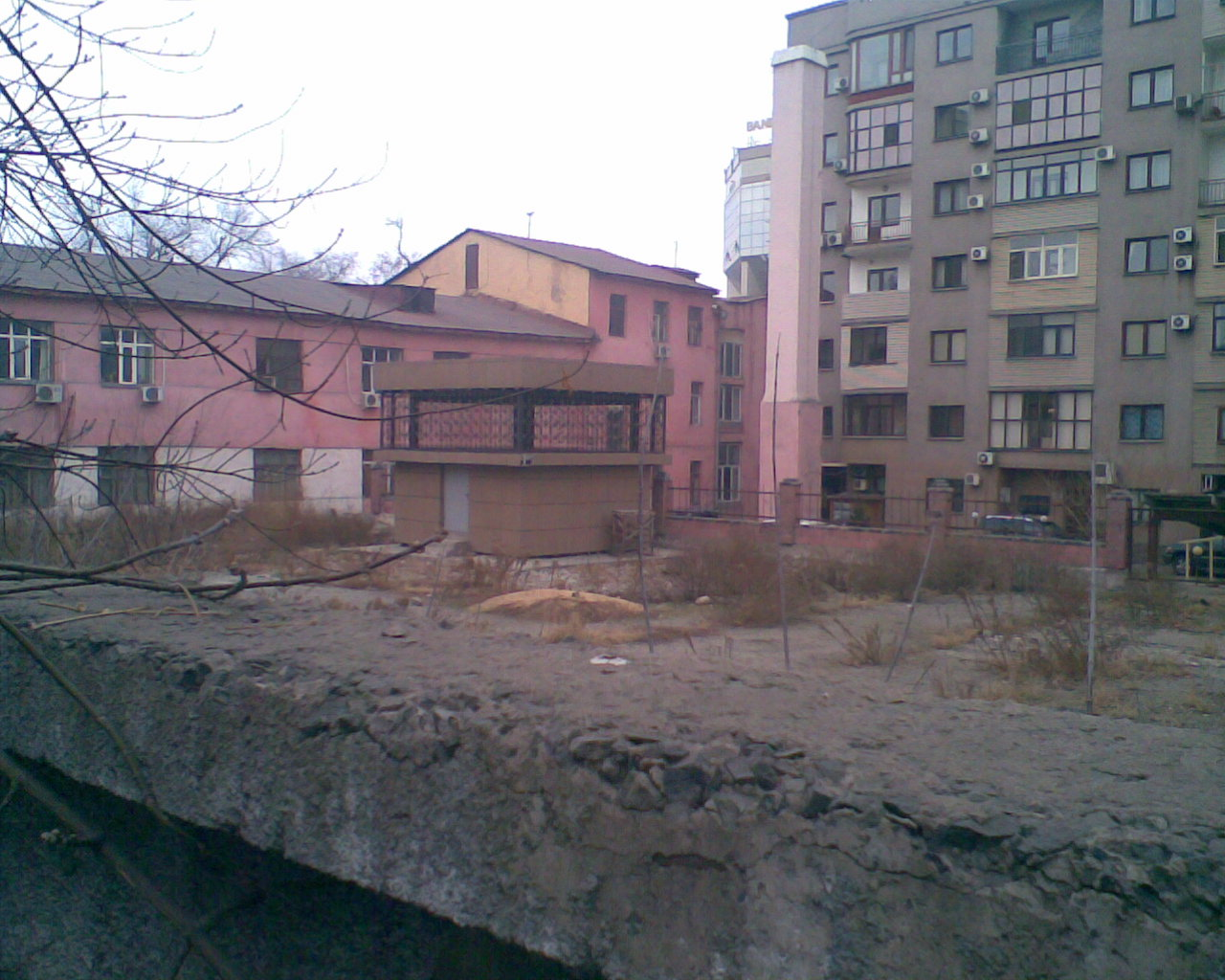
Венткиоск